# Élections législatives croates de 2020
Les élections législatives croates de 2020 (en croate : Hrvatski parlamentarni izbori 2020) se tiennent de manière anticipée le dimanche 5 juillet 2020, afin d'élire les 151 députés de la 9e législature du Parlement pour un mandat de quatre ans.
Le scrutin, prévu pour la fin de l'année, est convoqué avec quelques mois d'avance en raison de la pandémie de Covid-19. Marquées par la plus faible participation depuis l'indépendance de la Croatie, ces élections sont remportées de manière nette par l'Union démocratique croate (HDZ) au pouvoir, qui déjoue les sondages la plaçant au coude-à-coude avec le Parti social-démocrate (SDP).
L'Union démocratique forme quelques semaines plus tard un nouveau gouvernement bénéficiant du soutien de plusieurs partis mineurs, permettant à son dirigeant Andrej Plenković d'être reconduit au poste de Premier ministre.

## Contexte

### Gouvernement d'Andrej Plenković

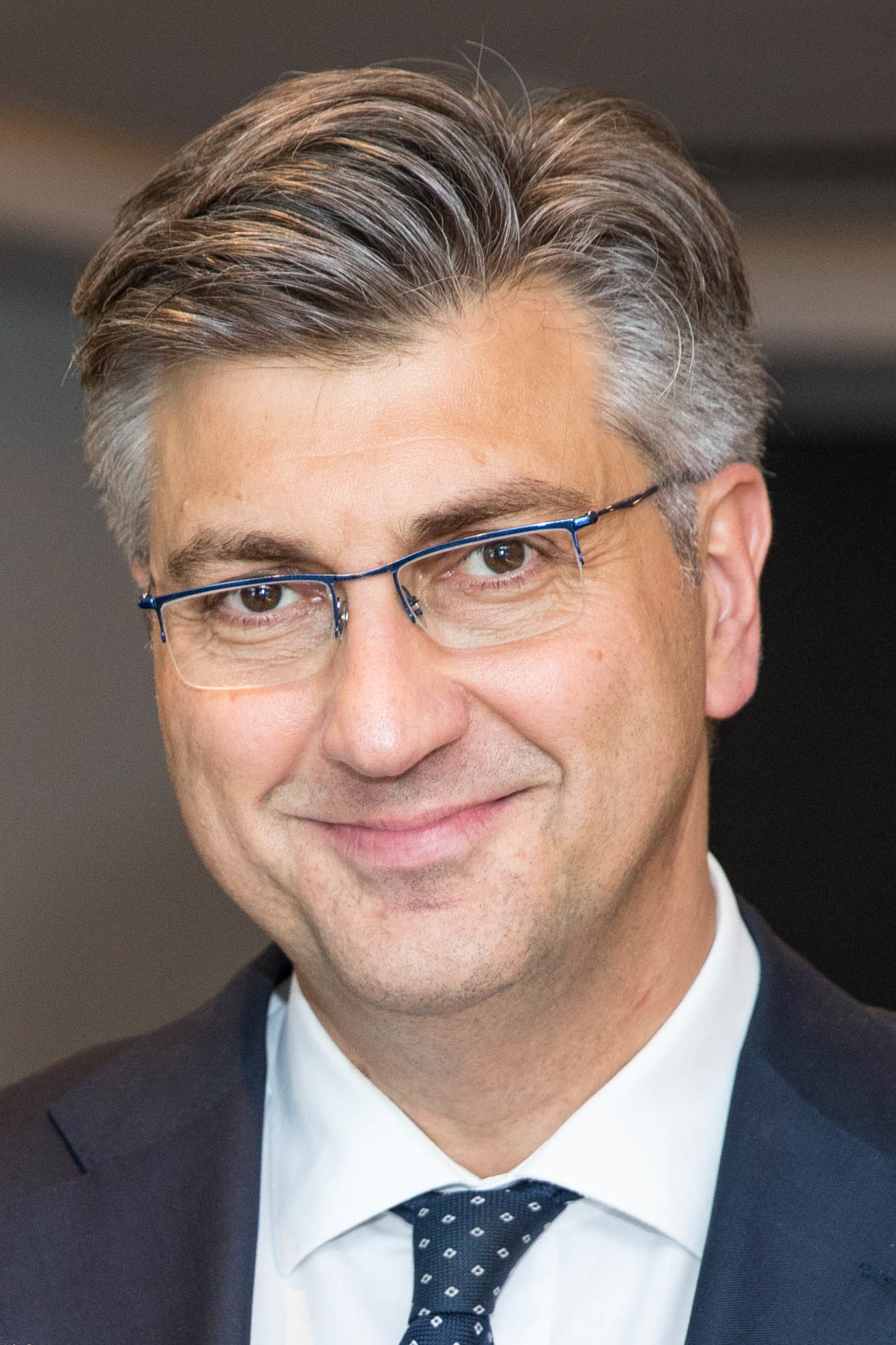
Le Premier ministre sortant Andrej Plenković.

Les élections législatives du 11 septembre 2016 voient la victoire de l'Union démocratique croate (HDZ) qui arrive en tête avec un peu plus de 36 % des voix et décroche 61 sièges sur 141, devant la Coalition populaire (NK) menée par le Parti social-démocrate de Croatie (SDP) qui réunit 33 % des suffrages et 54 députés. La HDZ forme un gouvernement de coalition avec Le Pont des listes indépendantes (Most), arrivé troisième avec un peu moins de 10 % des voix et 13 sièges malgré un important recul, et le soutien sans participation de plusieurs partis ethniques mineurs. Le Premier ministre indépendant Tihomir Orešković est remplacé par le dirigeant de la HDZ, Andrej Plenković tandis que celui de Most, Božo Petrov devient président du Parlement. Le nouveau gouvernement reçoit la confiance du Parlement le 19 octobre par 91 voix pour, 45 contre et 3 abstentions.
Une crise gouvernementale voit cependant s'opposer les deux partenaires de coalition l'année suivante sur la question du maintien de l'indépendant Zdravko Marić au poste de ministre des Finances à la suite d'un scandale politico-financier. Marić est en effet accusé d'avoir caché des informations concernant la situation financière difficile du conglomérat agro-alimentaire Agrokor, l'une des plus puissantes entreprises croates. Cette dernière n'est alors plus en mesure de payer ses dettes en raison d'une gestion catastrophique mêlée à la falsification des comptes, contraignant l'État à entreprendre un plan de sauvetage économique tandis qu'une douzaine des membres de son conseil d'administration sont inculpés. Le refus de la HDZ de renvoyer Marić aboutit en avril 2017 au départ de Most de la coalition et à la mise au vote d'une motion de censure. Si celle-ci est évitée de justesse avec 75 votes pour, 75 contre et une abstention, la tenue d'élections anticipées est un temps jugée probable. Le Premier ministre parvient cependant à regagner une majorité en s'alliant de manière inattendue avec le Parti populaire croate - Démocrates libéraux (HNS), pourtant allié du SDP et qui subit en conséquence le départ d'une partie de ses parlementaires, opposés à ce revirement d'alliance.

### Victoire de Zoran Milanović à la présidentielle
À l'issue du premier tour de l'élection présidentielle de décembre 2019, marqué par une faible participation — bien qu'en hausse —, l'ancien Premier ministre social-démocrate Zoran Milanović vire en tête devant la cheffe de l'État sortante Kolinda Grabar-Kitarović, qui brigue un second mandat et bénéficie du soutien de l'Union démocratique croate (HDZ), dont elle a fait partie jusqu'à son accession à la présidence. Tous deux se qualifient pour le second tour, deux semaines plus tard, et Milanović l'emporte avec 52,66 % des suffrages exprimés. La droite radicale réalise une percée à l'occasion de ce scrutin, le national-populiste Miroslav Škoro talonnant la présidente sortante avec près d'un quart des suffrages exprimés. Škoro fonde deux mois plus tard le Mouvement patriotique de Miroslav Škoro (DPMŠ), qui supplante rapidement Most dans les sondages

### Pandémie de Covid-19
Les législatives sont initialement prévues pour le 23 décembre 2020 au plus tard, avant que la situation liée à la pandémie de Covid-19 ne provoque une accélération du calendrier. La pandémie est en effet sous contrôle dés fin avril dans le pays, mais la probabilité d'une seconde vague à l'automne amène la classe politique et les médias à envisager la tenue du scrutin dans le « creux » de l'épidémie, au cours de l'été. Le projet est notamment soutenu par le président du Parlement Gordan Jandroković, l'un des principaux dirigeants de la HDZ. Ces derniers redoutent que la crise économique post-pandémie ne nuise à leurs chances électorales, ce qu'un scrutin anticipé permettrait de devancer. Si le Premier ministre se montre initialement vague en se contentant simplement d'affirmer que les élections auront lieu quand la situation sanitaire le permettra, il finit le 14 mai par annoncer que son gouvernement et l'opposition parlementaire se sont mis d'accord pour les organiser de manière anticipée,. La dissolution du Parlement est votée le 18 mai par 105 voix pour, 8 contre et 4 abstentions, entrainant une tenue du scrutin dans les soixante jours, soit le 17 juillet 2020 au plus tard. Le président Milanović les fixe au 5 juillet deux jours après le vote du Parlement.

## Système électoral

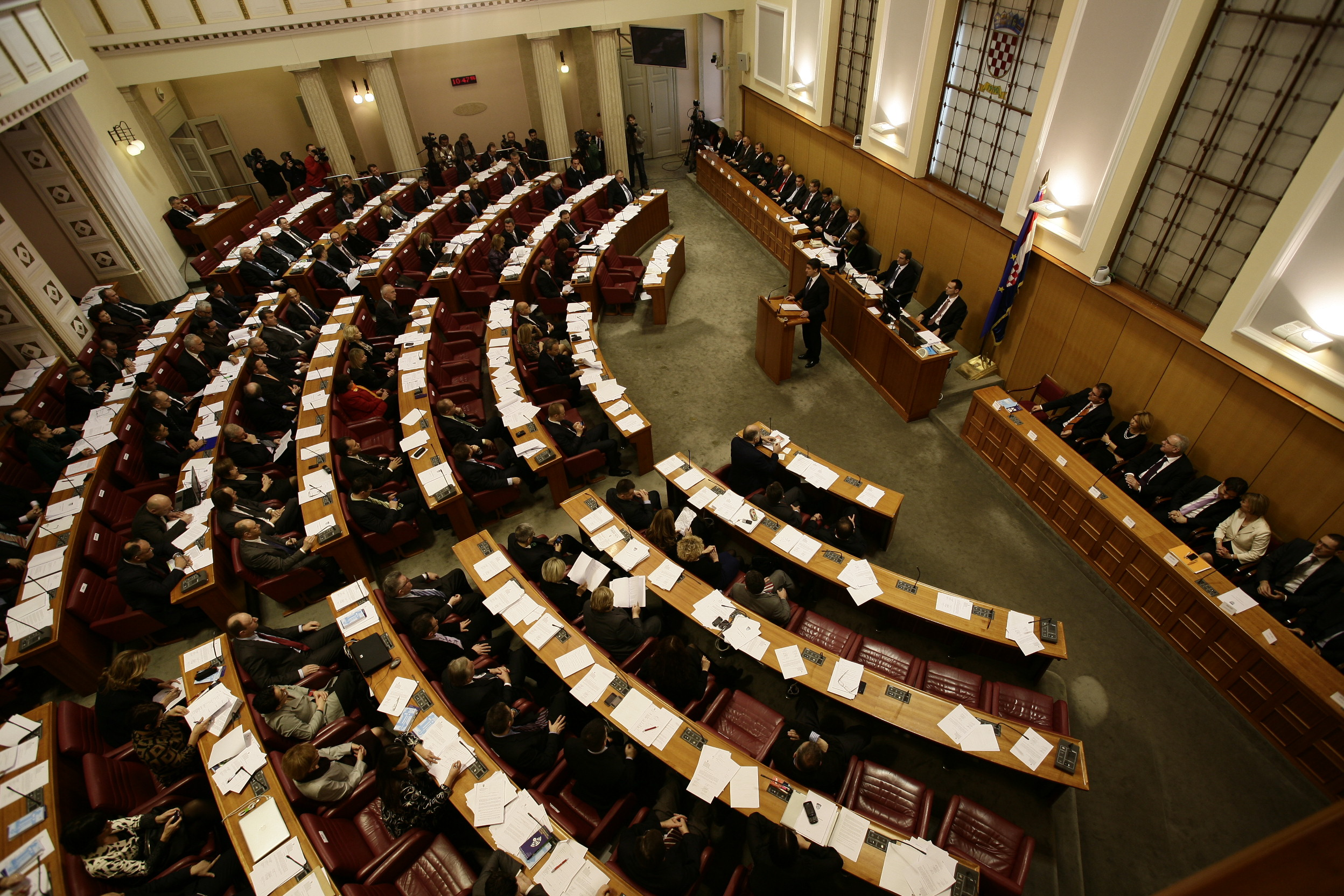
Salle des séances du Parlement.

Le Parlement de Croatie (en croate : Hrvatski sabor) est un parlement unicaméral doté de 151 sièges pourvus pour quatre ans au scrutin proportionnel plurinominal avec listes semi-bloquées et seuil électoral de 5 % dans 12 circonscriptions électorales.
Dix d'entre elles — comptant 14 sièges chacune — sont basées sur les limites des vingt comitats du pays et la capitale Zagreb, ajustées de manière à obtenir une répartition relativement uniforme des électeurs croates, un différentiel de plus ou moins 5 % étant tolérée d'une circonscription à l'autre. Trois autres sièges sont réservés à la diaspora croate, qui forme une onzième circonscription. Les huit sièges restants sont quant à eux réservés aux 22 minorités ethniques nationales reconnues par l'État croate, et sont à pourvoir au scrutin majoritaire dans une douzième circonscription qui se superpose aux dix premières et recouvre l'ensemble du pays.

### Modalités

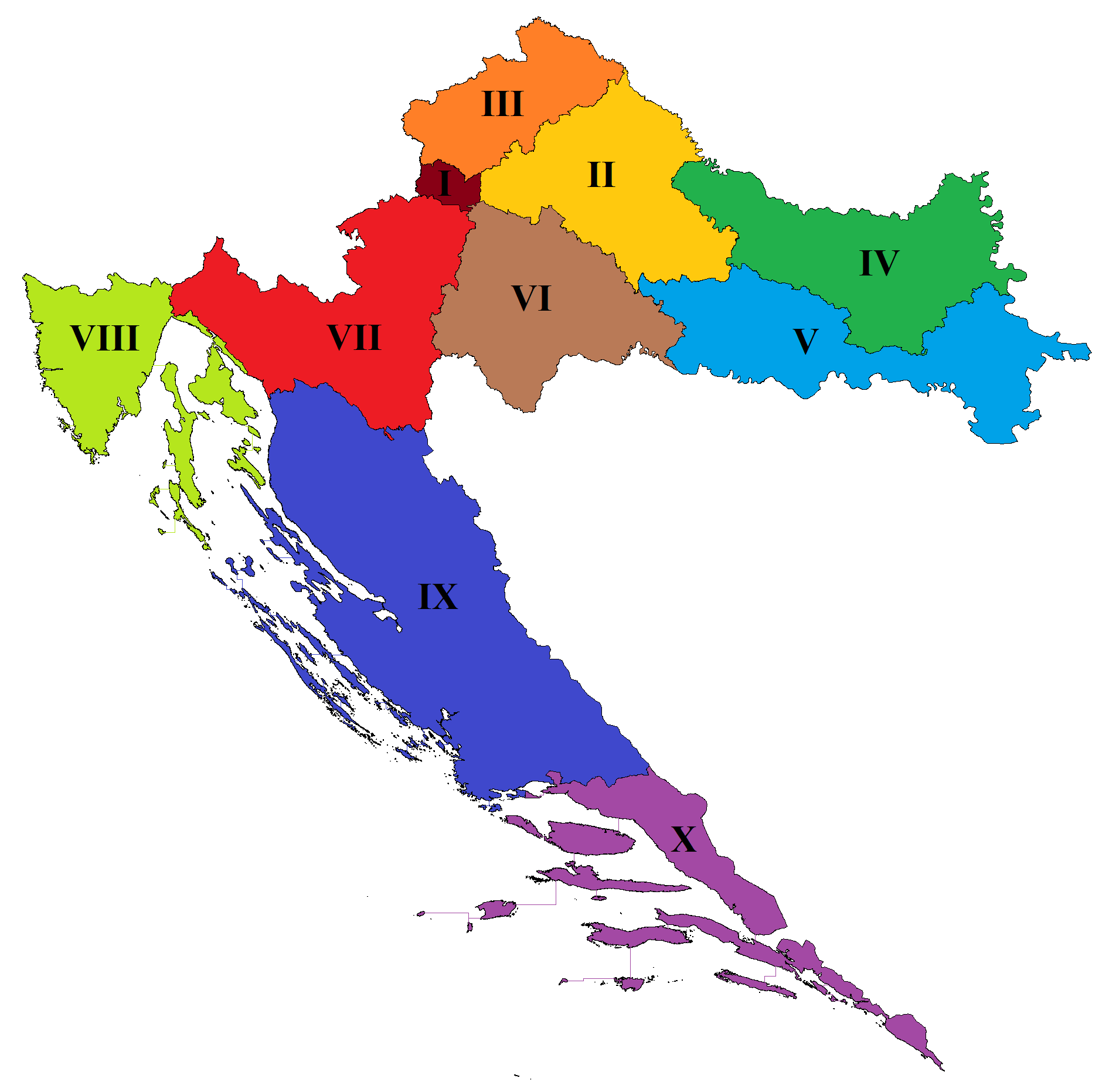
Les dix premières circonscriptions.

Bien que les listes soient normalement bloquées, les électeurs disposent de la possibilité d'effectuer une forme restreinte de vote préférentiel, en accordant une voix à un candidat figurant sur la liste pour laquelle ils votent. Cette mesure introduite en 2015 permet aux candidats ayant recueilli plus de 10 % du total des voix attribués à leur liste d'être placés en tête de liste, leur permettant ainsi d'obtenir en priorité un éventuel siège obtenu par leur parti. La place sur les listes des candidats dont le total des votes préférentiels n'a pas atteint ce quota de 10 % reste donc inchangée. Après décompte des voix, les sièges sont répartis dans chacune des 11 premières circonscriptions entre tous les partis ayant franchi le seuil électoral de 5 %. La répartition proportionnelle est faite à l'aide de la méthode d'Hondt.
Sur les huit sièges réservés aux minorités nationales, trois sont réservés pour les Serbes, un autre pour les Italiens, un pour les Hongrois, un pour les Tchèques et Slovaques, un pour les Albanais, Bosniaques, Macédoniens, Monténégrins et Slovènes, et un pour les Autrichiens, Bulgares, Allemands, Juifs, Polonais, Roms, Roumains, Ruthènes, Russes, Turcs, Ukrainiens et Valaques. Les sièges de la minorité serbe sont pourvus au scrutin majoritaire plurinominal : les électeurs votent pour trois candidats de leur choix à raison d'une seule voix par candidat. Pour les autres, le scrutin a lieu au scrutin uninominal majoritaire à un tour. Dans chacun de ces groupes, le ou les candidats ayant réuni le plus de voix sont par conséquent élus. L'appartenance des électeurs à une minorité nationale est enregistrée à leur naissance sur déclaration de leurs parents mais peut être modifiée par la suite, sauf dans les 14 jours précédant un scrutin. Les électeurs des minorités choisissent à leur entrée dans les bureaux de vote s'ils prennent part au scrutin en tant que membre de la circonscription ethnique unique, ou bien de celle ordinaire à laquelle est rattachée le bureau de vote. Ils ne peuvent voter pour les deux systèmes à la fois, ni les électeurs enregistrés comme croates voter pour les listes réservées. Ce système, controversé, a été l'objet en 2017 d'une remise en cause devant la Cour constitutionnelle, qui l'a cependant validé,.

## Sondages

Moyenne lissée des sondages

## Forces en présences
| Parti ou coalition | Parti ou coalition                                                                                 | Idéologie                                                                    | Chef de file                        | Résultat en 2016           |
| ------------------ | -------------------------------------------------------------------------------------------------- | ---------------------------------------------------------------------------- | ----------------------------------- | -------------------------- |
|                    | Union démocratique croate (HSLS, HDS, HDSSB) Hrvatska demokratska zajednica (HDZ)                  | Centre droit à droite Libéral-conservatisme, démocratie chrétienne           | Andrej Plenković (Premier ministre) | 36,6 % des voix 61 députés |
|                    | Coalition Nouveau départ (SDP, IDS, HSS, HSU, GLAS) Restart koalicija (RK)                         | Centre gauche Social-démocratie, social-libéralisme, agrarisme, régionalisme | Davor Bernardić (hr)                | 33,5 % des voix 48 députés |
|                    | Le Pont Most nezavisnih lista (Most)                                                               | Centre droit Conservatisme fiscal, libéralisme, attrape-tout                 | Božo Petrov                         | 9,8 % des voix 13 députés  |
|                    | Stop au pillage ! (ŽZ, PH, HSS-SR) Dosta pljačke (DP)                                              | Attrape-tout Populisme, russophilie, euroscepticisme                         | Ivan Vilibor Sinčić                 | 6,2 % des voix 8 députés   |
|                    | Mouvement patriotique de Miroslav Škoro (HKS, Hrast, BZH) Domovinski pokret Miroslava Škore (DPMŠ) | Droite à extrême droite Nationalisme, euroscepticisme, populisme de droite   | Miroslav Škoro                      | 9,8 % des voix 13 députés  |

## Résultats
Le calcul des résultats et de la participation ci-dessous n'inclut pas les résultats des circonscriptions des minorités nationales, disposés dans des tableaux individuels.
|                                                      |                                                             |                                                             |                                                       |           |       |      |               |               |
| Parti/coalition                                      | Parti/coalition                                             | Parti/coalition                                             | Parti/coalition                                       | Voix      | %     | +/-  | Sièges        | +/-           |
|                                                      |                                                             | Union démocratique croate (HDZ)                             | Union démocratique croate (HDZ)                       | 621 035   | 37,26 | 0,70 | 62            | 4             |
|                                                      | Parti social-libéral croate (HSLS)                          | Parti social-libéral croate (HSLS)                          | 2                                                     | 621 035   | 37,26 | 0,70 | 1             |               |
|                                                      | Parti démocrate-chrétien croate (HDS)                       | Parti démocrate-chrétien croate (HDS)                       | 1                                                     | 621 035   | 37,26 | 0,70 | en stagnation |               |
|                                                      | Alliance démocratique croate de Slavonie et Baranya (HDSSB) | Alliance démocratique croate de Slavonie et Baranya (HDSSB) | 1                                                     | 621 035   | 37,26 | 0,70 | en stagnation |               |
| Total Union démocratique croate (HDZ)                | Total Union démocratique croate (HDZ)                       | Total Union démocratique croate (HDZ)                       | 66                                                    | 621 035   | 37,26 | 0,70 | 5             |               |
|                                                      |                                                             | Parti social-démocrate de Croatie (SDP)                     | Parti social-démocrate de Croatie (SDP)               | 414 645   | 24,87 | 8,58 | 34            | 4             |
|                                                      | Diète démocrate istrienne (IDS)                             | Diète démocrate istrienne (IDS)                             | 3                                                     | 414 645   | 24,87 | 8,58 | en stagnation |               |
|                                                      | Parti paysan croate (HSS)                                   | Parti paysan croate (HSS)                                   | 2                                                     | 414 645   | 24,87 | 8,58 | 3             |               |
|                                                      | Alliance civique libérale (GLAS)                            | Alliance civique libérale (GLAS)                            | 1                                                     | 414 645   | 24,87 | 8,58 | 1             |               |
|                                                      | Parti croate des retraités (HSU)                            | Parti croate des retraités (HSU)                            | 1                                                     | 414 645   | 24,87 | 8,58 | 1             |               |
| Coalition Nouveau départ (RK)                        | Coalition Nouveau départ (RK)                               | Coalition Nouveau départ (RK)                               | 41                                                    | 414 645   | 24,87 | 8,58 | 7             |               |
|                                                      |                                                             | Mouvement patriotique de Miroslav Škoro (DPMŠ)              | Mouvement patriotique de Miroslav Škoro (DPMŠ)        | 181 493   | 10,89 | Nv   | 11            | 11            |
|                                                      | Souverainistes croates (HS)                                 | Souverainistes croates (HS)                                 | 4                                                     | 181 493   | 10,89 | Nv   | 3             |               |
|                                                      | Bloc pour la Croatie (BZH)                                  | Bloc pour la Croatie (BZH)                                  | 1                                                     | 181 493   | 10,89 | Nv   | 1             |               |
| Total Mouvement patriotique de Miroslav Škoro (DPMŠ) | Total Mouvement patriotique de Miroslav Škoro (DPMŠ)        | Total Mouvement patriotique de Miroslav Škoro (DPMŠ)        | 16                                                    | 181 493   | 10,89 | Nv   | 15            |               |
|                                                      | Le Pont des listes indépendantes (Most)                     | Le Pont des listes indépendantes (Most)                     | Le Pont des listes indépendantes (Most)               | 123 194   | 7,39  | 2,42 | 8             | 5             |
|                                                      |                                                             | Nous pouvons ! (Možemo!)                                    | Nous pouvons ! (Možemo!)                              | 116 483   | 6,99  | Nv   | 5             | 5             |
|                                                      | Front des travailleurs (Croatie) (RF)                       | Front des travailleurs (Croatie) (RF)                       | 1                                                     | 116 483   | 6,99  | Nv   | 1             |               |
|                                                      | Nouvelle Gauche (Croatie) (NL)                              | Nouvelle Gauche (Croatie) (NL)                              | 1                                                     | 116 483   | 6,99  | Nv   | 1             |               |
|                                                      | Développement durable croate (ORaH)                         | Développement durable croate (ORaH)                         | 0                                                     | 116 483   | 6,99  | Nv   | en stagnation |               |
| Coalition de la gauche verte (ZL)                    | Coalition de la gauche verte (ZL)                           | Coalition de la gauche verte (ZL)                           | 7                                                     | 116 483   | 6,99  | Nv   | 7             |               |
|                                                      |                                                             | Intelligemment (Pametno)                                    | Intelligemment (Pametno)                              | 66 399    | 3,98  | 1,94 | 1             | 1             |
|                                                      | Fokus                                                       | Fokus                                                       | 1                                                     | 66 399    | 3,98  | 1,94 | 1             |               |
|                                                      | Parti avec un prénom et un patronyme (SSIP)                 | Parti avec un prénom et un patronyme (SSIP)                 | 1                                                     | 66 399    | 3,98  | 1,94 | 1             |               |
| Total Intelligemment                                 | Total Intelligemment                                        | Total Intelligemment                                        | 3                                                     | 66 399    | 3,98  | 1,94 | 3             |               |
|                                                      |                                                             | Bouclier humain (ZZ)                                        | Bouclier humain (ZZ)                                  | 37 628    | 2,26  | 3,90 | 0             | 6             |
|                                                      | Changer la Croatie (PH)                                     | Changer la Croatie (PH)                                     | 0                                                     | 37 628    | 2,26  | 3,90 | 2             |               |
| Stop au pillage (DP)                                 | Stop au pillage (DP)                                        | Stop au pillage (DP)                                        | 0                                                     | 37 628    | 2,26  | 3,90 | 8             |               |
|                                                      | Parti populaire croate - Démocrates libéraux (HNS-LD)       | Parti populaire croate - Démocrates libéraux (HNS-LD)       | Parti populaire croate - Démocrates libéraux (HNS-LD) | 21 727    | 1,30  | Coal | 1             | 8             |
|                                                      | Parti populaire - Les Réformistes (NS-R)                    | Parti populaire - Les Réformistes (NS-R)                    | Parti populaire - Les Réformistes (NS-R)              | 16 900    | 1,01  | Coal | 1             | en stagnation |
|                                                      | Bandić Milan 365 (hr) (BM365-SRS)                           | Bandić Milan 365 (hr) (BM365-SRS)                           | Bandić Milan 365 (hr) (BM365-SRS)                     | 9 897     | 0,59  | Coal | 0             | 1             |
|                                                      | Autres partis                                               | Autres partis                                               | Autres partis                                         | 49 048    | 2,94  | –    | 0             | en stagnation |
|                                                      | Indépendants                                                | Indépendants                                                | Indépendants                                          | 8 524     | 0,51  | –    | 0             | 1             |
|                                                      |                                                             | Parti démocratique indépendant serbe (SDSS)                 | Parti démocratique indépendant serbe (SDSS)           | 3         | 3     | 3    | 3             | en stagnation |
|                                                      | Union démocrate des Hongrois de Croatie (HMDK)              | Union démocrate des Hongrois de Croatie (HMDK)              | 1                                                     | 1         | 1     | 1    | en stagnation |               |
|                                                      | Alliance des Roms de la république de Croatie (SRRH)        | Alliance des Roms de la république de Croatie (SRRH)        | 1                                                     | 1         | 1     | 1    | en stagnation |               |
|                                                      | Union des Albanais (USH)                                    | Union des Albanais (USH)                                    | 1                                                     | 1         | 1     | 1    | en stagnation |               |
|                                                      | Indépendants                                                | Indépendants                                                | 2                                                     | 2         | 2     | 2    | en stagnation |               |
| Minorités nationales                                 | Minorités nationales                                        | Minorités nationales                                        | 8                                                     | 8         | 8     | 8    | en stagnation |               |
|                                                      |                                                             |                                                             |                                                       |           |       |      |               |               |
| Suffrages exprimés                                   | Suffrages exprimés                                          | Suffrages exprimés                                          | Suffrages exprimés                                    | 1 666 973 | 97,73 |      |               |               |
| Votes blancs et invalides                            | Votes blancs et invalides                                   | Votes blancs et invalides                                   | Votes blancs et invalides                             | 38 713    | 2,27  |      |               |               |
| Total                                                | Total                                                       | Total                                                       | Total                                                 | 1 705 686 | 100   | –    | 151           | en stagnation |
| Abstention                                           | Abstention                                                  | Abstention                                                  | Abstention                                            | 1 966 869 | 53,56 |      |               |               |
| Inscrits / participation                             | Inscrits / participation                                    | Inscrits / participation                                    | Inscrits / participation                              | 3 672 555 | 46,44 |      |               |               |

## Analyse et conséquences

Parti arrivé en tête par circonscription.

Les résultats sont une grande surprise, les sondages ayant donné l'Union démocratique croate en perte de vitesse face à l'opposition de gauche menée par les sociaux-démocrates. Le parti du Premier ministre Andrej Plenković se renforce au contraire, conservant la première place avec des résultats en hausse. Cette victoire place la HDZ, qui tire parti de sa bonne gestion de la pandémie, en solide position pour mener les négociations visant à la formation d'une nouvelle coalition,. La participation est par ailleurs la plus basse qu'aient connue des législatives croates depuis le rétablissement de la démocratie en 1990, une baisse attribuée en grande partie à la pandémie.
Le Mouvement patriotique de Miroslav Skoro sort également gagnant du scrutin. La toute nouvelle formation arrivée en troisième place ne parvient cependant pas à décrocher la position de faiseur de rois que lui annonçaient les sondages, l'avance obtenue par la HDZ ne lui imposant pas de passer par elle.
Devant la défaite de la coalition Nouveau départ menée par son parti, Davor Bernardić annonce son retrait prochain de la présidence du Parti social démocrate, de nouvelles élections internes devant être organisées auxquelles il ne se portera pas candidat.
Dès le lendemain du scrutin, Andrej Plenković reçoit — selon le porte-parole du gouvernement — le soutien des représentants des minorités, du Parti populaire croate - Démocrates libéraux (HNS) et du Parti populaire - Les Réformistes (NS-R), ce qui lui permet de disposer des parrainages de l'exacte majorité absolue des députés. Proposé au poste de Premier ministre par le président de la République Zoran Milanović le 16 juillet, Plenković forme un gouvernement de coalition avec le Parti démocratique indépendant serbe (SDSS) — dont l'un des représentants reçoit le poste de vice-Premier ministre délégué aux Droits humains — qui bénéficie du soutien sans participation des autres partis l'ayant parrainé ; la plupart des ministres du gouvernement sortant sont reconduits, notamment le ministre des Finances Zdravko Marić, dont la gestion est reconnue comme essentielle en vue de l'accession de la Croatie à la zone euro. Le gouvernement remporte le vote de confiance au Parlement par 76 voix pour et 59 contre huit jours plus tard.